# Силин, Иван Григорьевич
Ива́н Григо́рьевич Си́лин (27 января 1915, Малая Вичмарь, Уржумский уезд, Вятская губерния, Российская империя — 29 февраля 1988, Санкт-Петербург, РСФСР, СССР) — марийский советский партийный деятель, педагог. Директор Ильпанурской школы Параньгинского района Марийской АССР (1937—1939), инструктор Марийского обкома ВКП(б) (1941), председатель колхоза им. В. Молотова д. Шеменер-Мучаш Параньгинского района МАССР (1946—1955). Один из первых орденоносцев Марийской АССР, кавалер ордена Трудового Красного Знамени (1939). Участник Великой Отечественной войны. Член ВКП(б) с 1940 года.

## Биография
Родился 27 января 1915 года в дер. Малая Вичмарь ныне Уржумского района Кировской области в марийской семье крестьян-бедняков. Отец-Григорий Романович Силин, уроженец деревни Малая Вичмарь. Мать-Екатерина Кузьминична Захарова, уроженка деревни Ешпаево Уржумского района. Брат-Степан Григорьевич Силин (1899-1948), уроженец деревни Малая Вичмарь.  
В 1934 году окончил Мари-Биляморское педагогическое училище Мари-Турекского района Марийской автономной области. В 1934 году был завучем, учителем в школах Параньгинского района МарАО, в 1937—1939 годах — директор Ильпанурской школы Параньгинского района Марийской АССР. В 1940—1941 годах учился в Высшей партийной школе при ЦК ВКП(б). С 1940 года — секретарь Параньгинского райкома ВЛКСМ Марийской АССР, с 1941 года — инструктор Марийского обкома ВКП(б). В 1939 году награждён орденом Трудового Красного Знамени.
В феврале 1942 года призван в РККА. Участник Великой Отечественной войны: в 1942—1943 годах — политрук сапёрной роты 19 отдельного сапёрного батальона на Калининском фронте, в 1944—1945 годах — командир артиллерийской батареи 390 гвардейского самоходно-артиллерийского полка 6-й гвардейской танковой армии на Степном и 2 Украинском фронтах, гвардии старший лейтенант. В боях при освобождении Венгрии был контужен. Победу встретил в Чехословакии. Демобилизовался в марте 1946 года. Награждён орденами Отечественной войны II и I степени, Красной Звезды и медалями.
После демобилизации в Параньгинском районе Марийской АССР: директор Ильпанурской школы, председатель колхоза им. В. Молотова д. Шеменер-Мучаш, с 1955 года — заведующий районным управлением транспортных и шоссейных дорог, инструктор райкома КПСС, с 1960 года — директор Параньгинского и Мари-Турекского маслосырзаводов МарАССР. Награждён Почётной грамотой Президиума Верховного Совета Марийской АССР.
Занимался общественной деятельностью: избирался председателем Мари-Турекского поселкового Совета народных депутатов и председателем Мари-Турекского ОСВОД (Общества спасания на водах). 
Ушёл из жизни 29 февраля 1988 года в Санкт-Петербурге, похоронен в п. Мари-Турек Марийской АССР.  

## Награды
- Орден Трудового Красного Знамени (1939)[6]
- Орден Отечественной войны I степени (05.11.1985)[7]
- Орден Отечественной войны II степени (12.06.1944)[3][4]
- Орден Красной Звезды (09.06.1944)[3][4]
- Медаль «За победу над Германией в Великой Отечественной войне 1941—1945 гг.» (09.05.1945)[3][4]
- Медаль «За доблестный труд. В ознаменование 100-летия со дня рождения Владимира Ильича Ленина»
- Почётная грамота Президиума Верховного Совета Марийской АССР (1951)[6]

## Память
- Его боевые награды хранятся в музее Ильпанурской школы Параньгинского района Республики Марий Эл[2].